# Johann Michael Siegfried Lowe
Johann Michael Siegfried Lowe, geboren als Moses Samuel Loewe (geb. 24. Juni 1756 in Königsberg; gest. 10. Mai 1831 in Berlin), war ein preußischer Portraitist, Miniaturmaler, Kupferstecher und Radierer.

## Leben

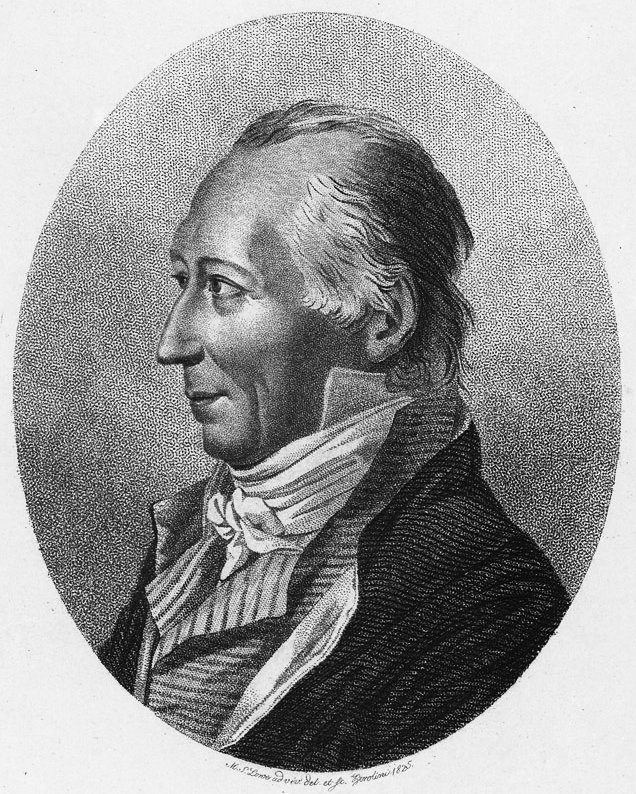
Johann Albert Eytelwein, Porträt von Johann Michael Siegfried Lowe (Kupferstich)

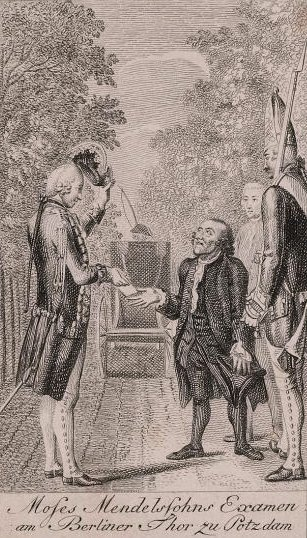
Moses Mendelssohns Examen am Berliner Tor zu Potsdam (1771); Radierung von Johann Michael Siegfried Lowe nach einer Zeichnung von Daniel Chodowiecki.

Lowe war von 1770 bis 1774 Schüler der Berliner Akademie unter Blaise Nicolas Le Sueur, Daniel Chodowiecki und Johann Christoph Frisch. In Dresden war er Schüler von Giovanni Battista Casanova und Anton Graff. Er unternahm eine Studienreise nach Venedig und ging anschließend nach Sankt Petersburg, wo er mehrfach die Kaiserin Katharina II. gemalt haben soll und laut Unterlagen der Petersburger Akademie bis 1788 nachweisbar ist.
Lowe schuf zahlreiche Porträts in verschiedenen Techniken, u. a. von August von Kotzebue, Moses Mendelssohn, Johann Albert Eytelwein, Ludwig Heinrich von Jakob, Lazarus Bendavid und Immanuel Kant, außerdem Veduten und Buchvignetten in der Art von Chodowiecki.
Zu verschiedenen Schriften der Jüdischen Freischule Berlin fertigte Lowe Originalstiche an. 1805 begann er eine Folge Bildnisse jetzt lebender Berliner Gelehrten mit ihren Selbstbiographien herauszugeben, in der u. a. Bildnisse des Mediziners Christoph Wilhelm Hufeland, des Astronomen Johann Elert Bode und des jüdischen Aufklärers Lazarus Bendavid erschienen.

## Werke
- Bildnis einer älteren Dame, 1807, Miniatur (8,80 × 6,90 cm), Wasserfarbe & Pergament, Gemäldegalerie der Staatlichen Museen zu Berlin – Preußischer Kulturbesitz, Ident.Nr. M.144[3]